# Ernő Zelliger
Ernő Zelliger (în maghiară Zelliger Ernő; n. 23 august 1892, Pozsony, Austro-Ungaria – d. 6 decembrie 1972, Budapesta, Republica Populară Ungară) a fost un avocat de etnie maghiară din Cehoslovacia, notar și primar al urbei Šamorín în timpul ocupației maghiare. 

## Biografie
A fost fiul lui Arnold Zelliger (1863-1953), profesor și director de școală din Bratislava, și al Ernestinei "Erna" Zechmeister (1869-1953). În 1921 s-a căsătorit cu Ilona Ivánfi. 
Începând cu 1902 și până în 1910 a studiat la Liceul Regal Catolic din Bratislava, fiind premiat de Fundația Pásztéry. Printre colegii săi s-au numărat arhivistul Jenő Házi (1892-1986) și preotul József Käsmayer (1891-1950)